# Annemette Kure Andersen
Annemette Kure Andersen (født 21. august 1962 i Ribe) er en dansk forfatter og digter. 
Kure Andersen blev student fra Ribe Katedralskole i 1981 og er uddannet Cand.mag. i dansk og italiensk på Aarhus Universitet. Hun studerede 1985-1986 ved Università degli Studi di Siena. Hun var redaktør af tidsskriftet Hvedekorn i årene 1996-2001.
Kure Andersens digte er oversat til elleve sprog og hun har medvirket ved poesifestivaller i Norge, Estland og USA.